# Generaldirektion Gesundheit und Lebensmittelsicherheit
Die Generaldirektion Gesundheit und Lebensmittelsicherheit (kurz GD SANTE, bis 2014 GD SANCO) ist eine Generaldirektion der Europäischen Kommission. Sie ist dem EU-Kommissar Olivér Várhelyi (Gesundheit und Lebensmittelsicherheit) zugeordnet und wird von Generaldirektorin Sandra Gallina geleitet.

## Aufgaben
Die Generaldirektion wurde eingerichtet, um die Gesundheit und Sicherheit der europäischen Bürger zu verbessern und das Verbrauchervertrauen zu stärken. Die Europäische Union hat im Laufe der Jahre zahlreiche Vorschriften über die Sicherheit von Lebensmitteln und anderen Produkten, über die Rechte der Verbraucher und den Schutz der menschlichen Gesundheit erlassen. Die Generaldirektion Gesundheit und Lebensmittelsicherheit hat den Auftrag, diese Rechtsvorschriften auf dem neuesten Stand zu halten.
Angewendet werden die Vorschriften zum Gesundheits- und Verbraucherschutz von den nationalen, regionalen oder kommunalen Regierungsstellen in den EU-Mitgliedstaaten. Deren Aufgabe ist es, sicherzustellen, dass Lebensmittelerzeuger, Hersteller und Händler im jeweiligen Land die Rechtsvorschriften einhalten. Die Generaldirektion hat die Aufgabe die Umsetzung zu überprüfen.

## Direktionen
Die Generaldirektion besteht aus sieben Direktionen in Brüssel, Grange und Luxemburg. Diese sind je nach Größe in vier bis sechs Abteilungen untergliedert.
Die Direktionen sind (Stand Dezember 2021):
- Direktion A: Ressourcen-Management und Bessere Rechtssetzung
- Direktion B: Gesundheitssysteme, Medizinprodukte und Innovation
- Direktion C: Öffentliche Gesundheit
- Direktion D: Nachhaltige Lebensmittelversorgung, Internationale Beziehungen
- Direktion E: Lebens- und Futtermittelsicherheit, Innovation
- Direktion F: Gesundheits- und Lebensmittelaudits und Analysen
- Direktion G: Krisenvorsorge im Bereich von Lebensmitteln, Tieren und Pflanzen

## Agenturen
- Europäische Behörde für Lebensmittelsicherheit (engl. European Food Safety Authority (EFSA)) mit Sitz in Parma (Italien)
- Europäisches Zentrum für die Prävention und die Kontrolle von Krankheiten (engl. European Centre for Disease Prevention and Control (ECDC)) mit Sitz in Stockholm
- Gemeinschaftliches Sortenamt (engl. Community Plant Variety Office (CPVO)) mit Sitz in Angers (Frankreich)